# Estádio do Bessa Século XXI
Az Estádio do Bessa Século XXI egy labdarúgó-stadion Portoban, Portugáliában.
A stadion a Boavista nevezetű helyi csapat otthonául szolgál. 
A 2004-es labdarúgó-Európa-bajnokság egyik helyszíne volt. Befogadóképessége 28 263 fő számára biztosított, amely mind ülőhely.

## Események

### 2004-es Európa-bajnokság
| Dátum       | Időpont UTC+2 | Pályaválasztó | Eredmény | Vendég        | Forduló   | Nézők  |
| ----------- | ------------- | ------------- | -------- | ------------- | --------- | ------ |
| 2004.06.16. | 18.00         | Görögország   | 1–1      | Spanyolország | A csoport | 25 444 |
| 2004.06.19. | 18.00         | Lettország    | 0–0      | Németország   | D csoport | 22 344 |
| 2004.06.22. | 20.45         | Dánia         | 2–2      | Svédország    | C csoport | 31 787 |

### 2006-os U21-es Európa-bajnokság
| Dátum       | Időpont UTC+2 | Pályaválasztó | Eredmény | Vendég  | Forduló |
| ----------- | ------------- | ------------- | -------- | ------- | ------- |
| 2006.06.04. | 20.45         | Hollandia     | 3–0      | Ukrajna | Döntő   |